# Сьон
Сьон (фр. Sion, нем. Sitten — Зи́ттен, лат. Sedunum) — город на юго-западе Швейцарии, административный центр кантона Вале.

## География
Город Сьон расположен на берегу реки Рона.

## История

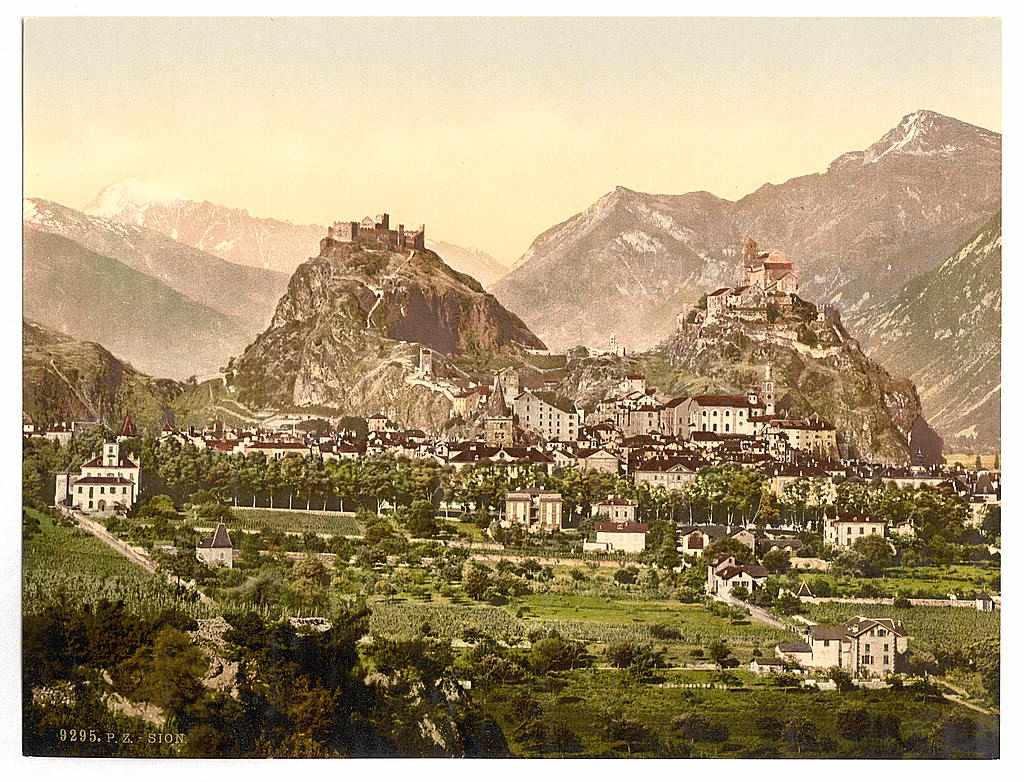
Фото Сьона около 1900

Крупное поселение кельтов (лат. Sedunum). Как самостоятельный город стал известен с V века, когда был назначен резиденцией епископа.
Подвергся разрушению в 1475 году в ходе войны с Савойей. Пережил огромный пожар в 1788 году.

## Достопримечательности
- В базилике Валерской Богоматери функционирует старейший (ок. 1430) сохранившийся орган. В этой же церкви с 1969 года устраивается международный фестиваль старинной органной музыки (Festival de l’orgue ancien de Valère).
- К северо-востоку от города расположен курорт Кран-Монтана[1].
- На высоком скалистом холме над городом возвышается средневековый замок Турбийон.
- В городе действует Исторический музей (фр. Musée d'histoire), где экспониуются в том числе находки Человека с ледника Теодул.

## Спорт
- Город известен российским болельщикам по скандальному противостоянию одноимённого местного клуба с московским «Спартаком» в 1/32 Кубка УЕФА 1997/1998. После удовлетворения протеста швейцарцев по поводу размера ворот стадиона «Локомотив» ответный матч был переигран. В переигровке спартаковцы разгромили «Сьон» со счётом 5:1 и вышли в следующий круг.
- Сьон трижды претендовал на проведение зимних Олимпийских игр — 1976, 2002 и 2006 годов, однако Международный олимпийский комитет отдавал предпочтение его соперникам — Инсбруку, Солт-Лейк-Сити и Турину соответственно.